# Селена (фильм)
«Селена» (англ. Selena) — биографическая лента 1997 года о жизни и карьере латиноамериканской дивы Селены. Снят режиссёром Грегори Нава. В главной роли — Дженнифер Лопес.

## Сюжет
Есть в эстрадной музыке такое направление — техано — зажигательный стиль, популярный на юге США и в Мексике, смесь поп-музыки и рока, польки, ритм-энд-блюза с латиноамериканскими мотивами. Олмос в роли американца мексиканского происхождения, потерпевшего когда-то неудачу на поприще рок-музыканта, решил сделать певицей свою талантливую дочь, девятилетнюю Селену (впервые на экране Ребекка Ли Меса в роли Селены в детстве), а детей — музыкантами. Группу он назвал «Селена и лос Динос» и добился первого выступления. Селена Кинтанилья-Перес оправдала надежды отца, и стиль техано полюбила вся Америка, о чём свидетельствует награда «Грэмми». Певица трагически погибла, когда ей было всего 23 года.

## Интересные факты
- В массовке приняли участие более 64000 человек, особенно для сцены концерта на стадионе.
- Роль Селены предлагалась Сальме Хайек.
- На роль Селены пробовались около 20 000 девушек.
- Дженнифер Лопес получила $1 миллион за работу в картине и стала самой оплачиваемой латиноамериканской актрисой на тот момент.
- В композициях, звучащих в фильме, используется голос Селены, а не Дженнифер Лопес[1].
- В 2021 году картина была признана национальным достоянием США, попав в Национальный реестр фильмов Библиотеки Конгресса[2].

## В ролях
- Дженнифер Лопес — Селена
- Эдвард Джеймс Олмос — Авраам Кинтанилья[англ.]
- Джекки Герра — Сюзетт Кинтанилья
- Констанс Мари — Марсела Кинтанилья
- Джон Седа — Крис Перес
- Люпе Онтиверос — Йоланда Сальдивар
- Джейкоб Варгас — Эйби Кинтанилья[англ.]
- Пит Астудильо — Пит Астудильо (гр. Селена и Лос Динос)
- Рики Вела — Рики Вела (гр. Селена и Лос Динос)
- Рубен Гонсалес — Джо Охеда (гр. Селена и Лос Динос)